# Velum (iconographie)
Pour les articles homonymes, voir velum.

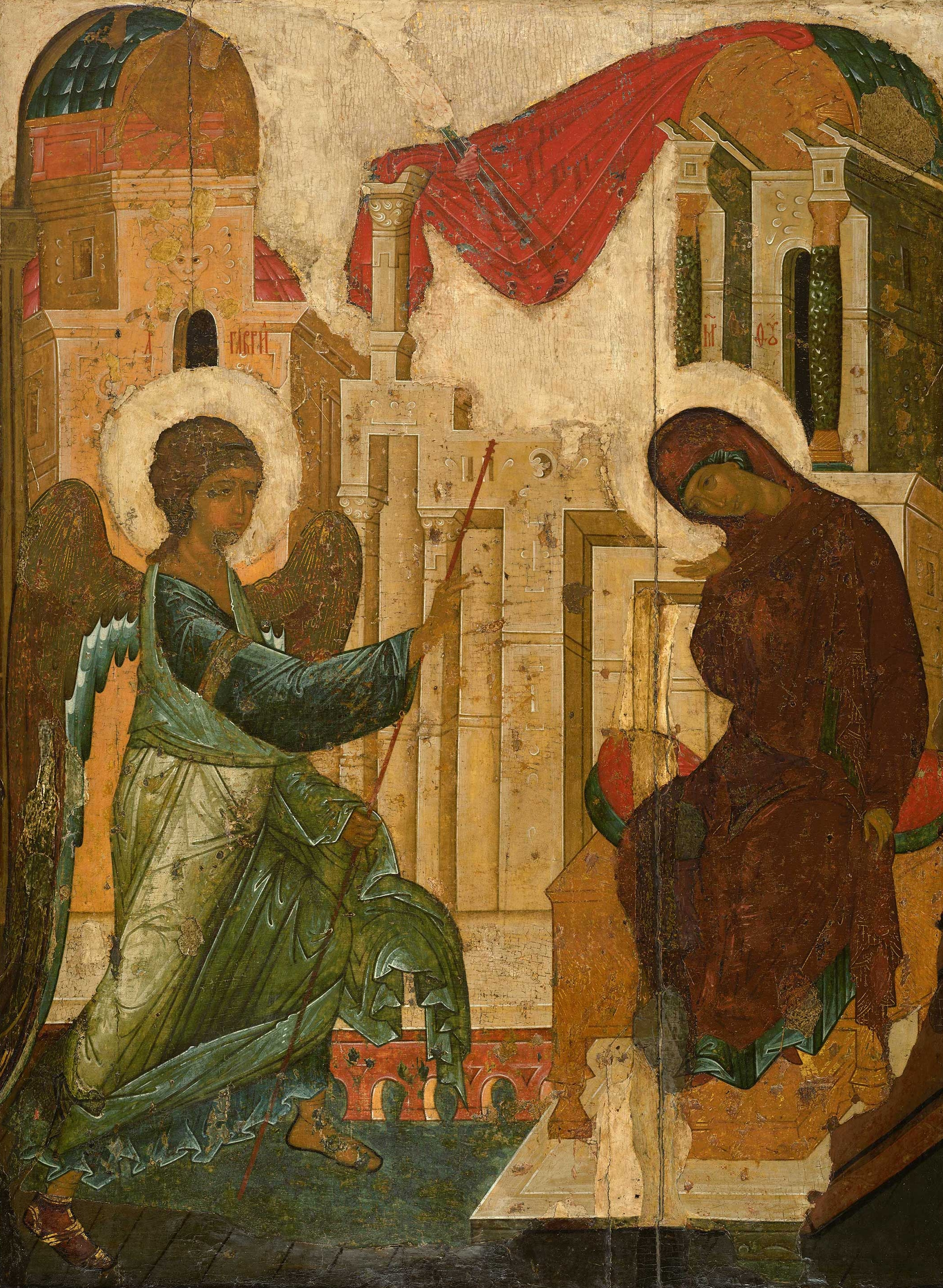
Velum représenté dans L'Annonciation d'Andreï Roublev, 1427-1430, Monastère Andronikov

Dans la peinture d'icônes, le velum ou vélum est un tissu, généralement de couleur rouge, qui forme un auvent entre deux monuments.
Dans certaines icônes, comme celles représentant la Nativité de la Vierge Marie, la Présentation de Marie au Temple, l'Annonciation, la Chandeleur, etc., le velum symbolise le passage entre l'Ancien et du Nouveau Testament, ainsi que le fait que l'action se déroule loin des yeux, en secret ou en intérieur.